# Alcis variolaria
Alcis variolaria är en fjärilsart som beskrevs av Otto Staudinger 1892. Alcis variolaria ingår i släktet Alcis och familjen mätare. Inga underarter finns listade i Catalogue of Life.